# Кубок Союза армян Украины
Кубок Союза армян Украины — международный мужской турнир по вольной борьбе, организованный «Союзом армян Украины» и ежегодно проходящий в Киеве.

## История
Турнир учрежденный «Союзом армян Украины», является одним из крупнейших турниров в мире по размеру призового фонда. В 2013 году стало известно что международный турнир по вольной борьбе на «Кубок Союза армян Украины» был внесен в календарь FILA (Международная федерация объединённых стилей борьбы — ФИЛА).
Председатель «Союза армян Украины» Вилен Шатворян, отмечал успех первого турнира.

### Турнир 2012 года
Впервые международный турнир по вольной борьбе на «Кубок Союза армян Украины» был проведен в 2012 году, в столице Украины, в городе Киеве. Мероприятие проходило с 29 по 30 сентября во Дворце Спорта. В первом турнире принимали участие спортивные команды из двенадцати стран мира. Соревнования проходили в семи весовых категориях: 55, 60, 66, 74, 84, 96 и 120 кг. Украинские борцы завоевали четыре золотых медали из семи, две золотых медали выиграли борцы из России, и одну спортсмен из Грузии. В общекомандном зачете, обладателем «Кубка Союза армян Украины» стала сборная Украины по вольной борьбе.